# Rosa cymosa
Espèce
Synonymes
- Rosa microcarpa  Lindl.

Classification phylogénétique
Rosa cymosa est une espèce de plantes à fleurs de la famille des Rosaceae. C'est un rosier grimpant originaire de Chine, où il croît depuis la côte orientale dans le Fujian jusqu'au Sichuan vers l'ouest jusqu'à 1300 mètres d'altitude. On le trouve dans des régions chaudes parmi les broussailles et dans les peuplements de bambous.
Dans la section des Chinensis, il est classé à côté des Banksiæ

## Description
Rosa cymosa a des tiges longues, jusqu'à cinq mètres, lisses ou tomenteuses, munies d'aiguillons en crochets peu nombreux.
Le feuillage est persistant. Les jeunes pousses et les jeunes feuilles sont de couleur rouge brillant.
Les folioles, au nombre de trois à cinq, sont lancéolées étroites, arrondies à la base, acuminées avec une pointe fine et courbée.
Les stipules, étroites, sont libres et rapidement caduques.
Les pédoncules des fleurs sont fins. Les fleurs blanc crème, nombreuses, petites, de 1 à 1,5 cm de diamètre, sont rassemblées en ombelles composées ou corymbes, qui évoquent les fleurs de sureau.
Les cynorrhodons, arrondis, sont très petits, environ 5 mm de large, rouge écarlate ou gris, et contiennent de nombreuses petites graines.

## Culture et utilisation
Cette plante plutôt tendre n'est pas très rustique et doit être cultivée sous serre dans les climats sujets au gel.
La floraison, unique, intervient de fin mai à début juin.

## Synonyme
- Rosa microcarpa  Lindl[1].